# Atalía (Racine)

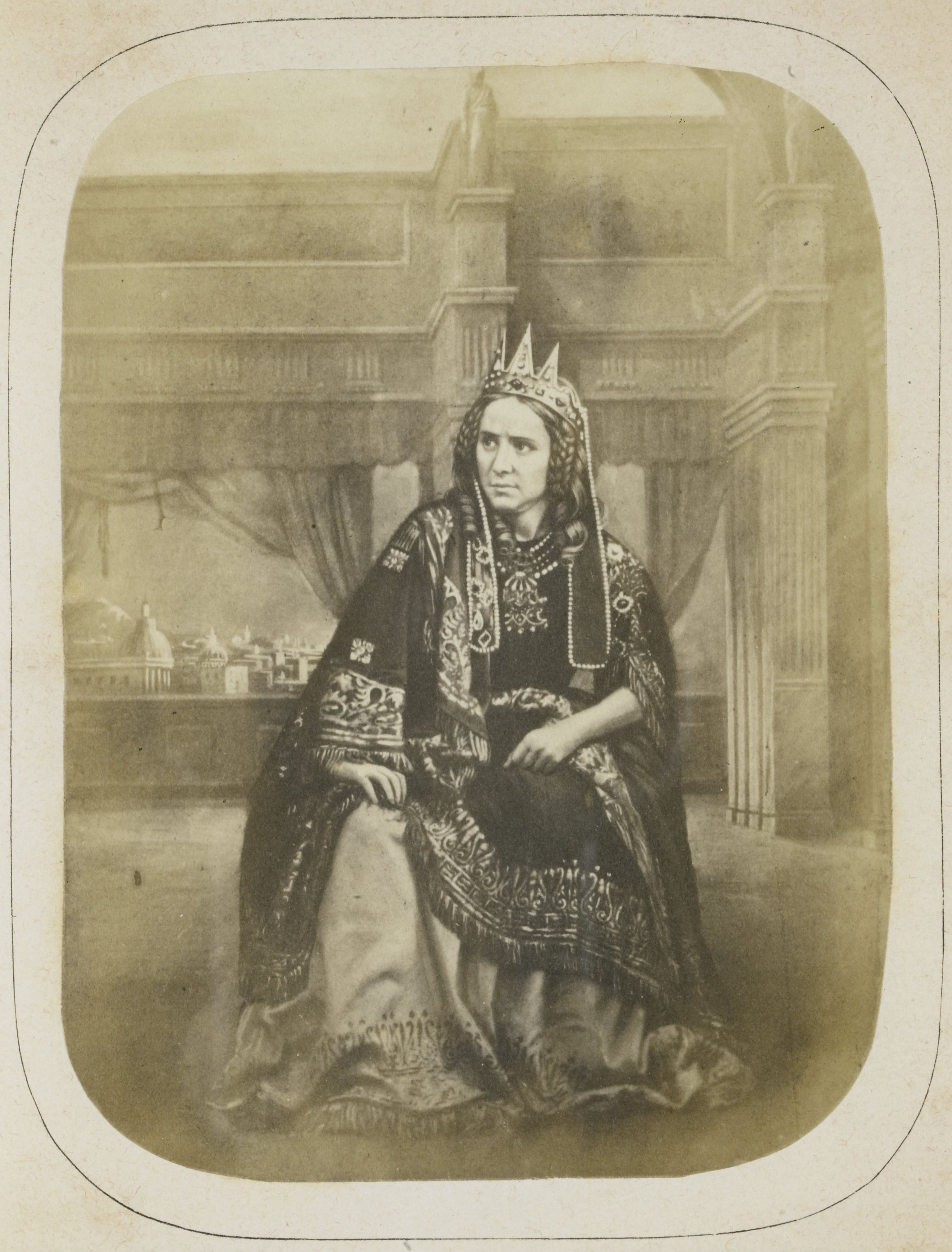
Folleto de Atalia.

Atalía (Athalie) es la última tragedia escrita por el dramaturgo francés Jean Racine y correspondiente a su última época.
Racine había abandonado el teatro tras su nombramiento como historiógrafo del rey Luis XIV y solo volvió a él a instancias de Madame de Maintenon, quién le convenció para que escribiera una obra bíblica para las alumnas del Colegio de Saint-Cyr.
Esto llevó a Racine a escribir en 1689 Esther. La obra fue un gran éxito, lo que le llevó a escribir este tema tan querido por los jansenistas de Port-Royal. En esta obra todos los personajes adquieren dimensiones éticas, desaparece la pasión amorosa y la crisis pasional deja paso a la crisis política. Dios mueve todas las voluntades y las pasiones humanas.
Atalía, viuda del rey de Judá, gobierna el país y cree haber eliminado a toda la familia real. Ha dejado de lado la religión judía y se ha hecho adoradora de Baal. Sin embargo su nieto Joás había sido salvado por la esposa del Sumo Sacerdote.
Al contrario de lo que sucedía con Esther, Atalía es una auténtica tragedia en cinco actos. Los coros solo aparecen al final de cada acto. En lugar de debilitar la acción, le confieren una dimensión poética y espiritual.
Racine alcanza con Atalía el esplendor de las tragedias griegas que tan bien conoce. Algunos críticos, como Roland Barthes denuncian el fanatismo y la violencia verbal de Joad, mientras ven a Atalía más tolerante en el terreno religioso. Pero no era ese el punto de vista durante ese período del reinado de Luis XIV, en el que se había radicalizado la persecución de los protestantes y jansenistas y revocado el Edicto de Nantes. En este sentido, la influencia de Madame de Maintenon, impulsora de este regreso de Racine al teatro, sobre el rey era importante.
Atalía sufrió la oposición de los moralistas desde que apareció. Teniendo en cuenta que ya se oponían al teatro en general, se indignaban por el hecho de que las pupilas de una institución piadosa representaran una obra de teatro, a pesar de que esta tuviera un tema religioso. Aunque se representó en público tras la muerte de Madame de Maintenon, Atalía nunca formó parte de las obras más populares de Racine. Sin embargo Voltaire vio en ella "quizás la obra de arte del género humano".

## Argumento
- Acto I. Joad, Sumo Sacerdote de los judíos, se asegura de que Abner, oficial del ejército, daría su apoyo a un descendiente del rey de Judá si este apareciese. En connivencia con su esposa Josaba decide revelar la existencia de Joas para destronar a Atalía y reconducir al país a la religión verdadera.

- Acto II. Atalía ha ido al templo judío y ha encontrado allí a un niño al que ya había visto en sueños. No sabe que se trata de Joas, su nieto. Pide a Joad que traiga a ese niño. Cautivada por su inteligencia, le ofrece vivir en palacio con ella. Joas, educado por el Sumo Sacerdote en la religión judía rechaza esta posibilidad.

- Acto III. Temiendo una conspiración de Joad, Atalía quiere que se le envíe a Joas como rehén. El Sumo Sacerdote se dispone a proclamar rey a Joas para adelantarse.

- Acto IV. Joad revela a Joas que es el descendiente y sucesor de los reyes de Judá. Los sacerdotes se atrincheran en el templo.

- Acto V. Atalía se dispone a desalojar a los rebeldes del Templo. Llega y reclama al niño. Joad le revela el origen de Joas. Fuera, los asaltantes son invadidos por el pánico y huyen. Joad ordena ejecutar a Atalía.

- Datos: Q754687